# Століття Якова
«Століття Якова» — роман українського письменника Володимира Лиса, опублікований у 2010 році, який став лауреатом престижної премії «Гран Коронації» на міжнародному літературному конкурсі «Коронація слова» (2016). За мотивами роману телестудія «1+1» створила чотирисерійний однойменний серіал (реж. Бата Недич, 2016).

## Сюжет
Роман — своєрідний епос-біографія одного поліського українця, який за свій столітній вік пережив п'ять держав: Російську імперію, УНР, Польщу, гітлерівську Німеччину, сталінський СРСР. Доживши до держави Україна, він опинився перед лицем і родинної, і національної драми, яка була запрограмована катастрофами XX століття.
У сюжетному плані дія роману відбувається мовби в трьох площинах — протягом останнього столітнього року поліського селянина Якова з села Загорани, за п'ять років до того, коли він рятує наркоманку Оленку, яка забрела в його село, і впродовж майже цілого двадцятого століття. Дитяче кохання, викрадення коханої, що стала чужою нареченою, служба у Війську Польському, кохання до польської шляхтянки, війна з німцями, полон і знову війна, велика і особиста трагічна українсько-польська різанина, драматичні повоєнні події. Селянин усе столітнє життя мешкає у своїй старій хаті на Волині, чекає листа від нещодавно порятованої ним Оленки і приїзду на столітній ювілей сина Артема.
З мовознавчої точки зору книга цікава вживанням справжнього західнополіського діалекту, який досі активно вживають у тих краях..

## Відгуки
Віра Агеєва: 
|  | Володимир Лис майстерно вписує інтимну біографію героя у велику історію. Так що "Століття Якова" — це й розповідь про кохання, і соціально-психологічна драма і просто захопливий, насичений несподіваними поворотами сюжет, який не може залишити читача байдужим. |

Ольга Герасим'юк: 
|  | Десь я прочитала історію про самого Лиса: коли було йому п'ять років, то якось він вийшов з хати й зіткнувся з невідомим звіром, що дивився на нього голодними очима. Малий Лис вернувся в хату й виніс йому поїсти. Потім той звір приходив до хлопчика Лиса часто, аж поки бабуся не побачила, — а то був Вовк. Лісовий Вовк із людським дитинчам Лисом були встановили крихкий і майже неможливий контакт. Він у житті не буває — але... буває, я в таке вірю. Таке можна вичитати у Маркеса, про що я й думала, читаючи вже «Століття Якова» того Лиса, що вже виріс із Вовкового друга. |

## Видання
- Лис В. С. Століття Якова / передм. О. Забужко; внутр. оформл. Т. Коровіної. — Харків: Книжковий Клуб «Клуб Сімейного Дозвілля», 2010. — 240 с.
- польською Łys Wołodymyr «Stulecie Jakowa»/ переклад А́нна Коженьо́вська-Бігу́н[2] — Poznań: видавництво Poznańskie Towarzystwo im. Iwana Franki, 2021. — 209 с.

## Екранізація
Екранізація книги була завершена на початку 2016 року, прем'єра фільму відбулася 30 вересня 2016 року о 20:15 на телеканалі 1+1.